# Lignes de latitude et longitude égales
 (signalé en juillet 2025).
Si vous disposez d'ouvrages ou d'articles de référence ou si vous connaissez des sites web de qualité traitant du thème abordé ici, merci de compléter l'article en donnant les références utiles à sa vérifiabilité et en les liant à la section « Notes et références ».
- Archive Wikiwix
- Bing
- Cairn
- DuckDuckGo
- E. Universalis
- Gallica
- Google
- G. Books
- G. News
- G. Scholar
- Persée
- Qwant
- (zh) Baidu
- (ru) Yandex
- (wd) trouver des œuvres sur Wikidata

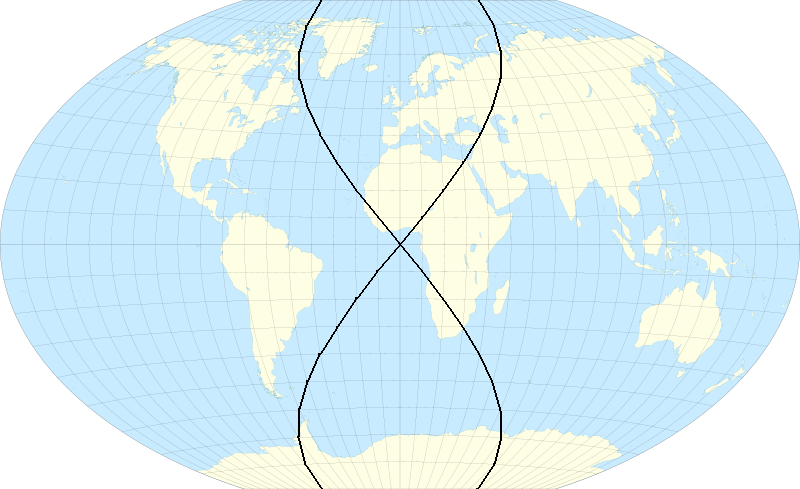
Tracé des lignes d'égales latitude et longitude sur un planisphère.

Les lignes de latitude et longitude égales joignent les points de la surface terrestre dont les latitude et longitude sont numériquement égales.

## Description
Il existe deux lignes distinctes reliant des points de latitude et longitude égales. Les deux lignes relient le pôle Nord au pôle Sud en traversant l'équateur au niveau de son intersection avec le méridien de Greenwich ; elles forment un « huit » à la surface de la Terre.

## Parcours

### Ligne nord-est
La première ligne parcourt l'hémisphère nord à l'est du méridien de Greenwich. Du sud au nord, son parcours est le suivant :
- Antarctique :
  - Pôle Sud
  - Territoire antarctique britannique (74° 00′ S, 74° 00′ O)
  - Île Alexander (70° 00′ S, 70° 00′ O)
  - Terre de Graham (67° 15′ S, 67° 15′ O)
- Océan Austral (65° 15′ S, 65° 15′ O)
- Océan Atlantique (30° 00′ S, 30° 00′ O) :
  - Équateur (0° 00′ S, 0° 00′ O)
  - Golfe du Bénin (4° 30′ N, 4° 30′ E)
- Nigeria :
  - Côte (5° 20′ N, 5° 20′ E)
  - État de Delta (5° 35′ N, 5° 35′ E)
  - État d'Edo (6° 00′ N, 6° 00′ E)
  - État de Delta (6° 15′ N, 6° 15′ E)
  - État d'Edo (6° 33′ N, 6° 33′ E)
  - État de Kogi (7° 20′ N, 7° 20′ E)
  - État de Benue (7° 54′ N, 7° 54′ E)
  - État de Nassarawa (8° 30′ N, 8° 30′ E)
  - État du Plateau (9° 15′ N, 9° 15′ E)
  - État de Bauchi (10° 00′ N, 10° 00′ E)
  - État de Gombe (11° 00′ N, 11° 00′ E)
  - État de Yobe (11° 50′ N, 11° 50′ E)
  - État de Borno (13° 00′ N, 13° 00′ E)
- Tchad :
  - Frontière avec le Nigeria (13° 40′ N, 13° 40′ E)
  - Lac (14° 04′ N, 14° 04′ E)
  - Kanem (15° 23′ N, 15° 23′ E)
  - Borkou (18° 30′ N, 18° 30′ E)
  - Ennedi (20° 54′ N, 20° 54′ E)
- Libye :
  - Frontière avec le Tchad (21° 02′ 04″ N, 21° 02′ 04″ E)
  - Al-Koufrah (23° 00′ N, 23° 00′ E)
- Égypte :
  - Frontière avec la Libye (25° 00′ 00″ N, 25° 00′ 00″ E)
  - Gouvernorat de la Nouvelle-Vallée (26° 07′ N, 26° 07′ E)
  - Gouvernorat du 6 octobre (28° 04′ N, 28° 04′ E)
  - Gouvernorat de Marsa-Matruh (29° 20′ N, 29° 20′ E)
  - Gouvernorat de Beheira (30° 28′ N, 30° 28′ E)
  - Gouvernorat de Gharbeya (30° 51′ N, 30° 51′ E)
  - Gouvernorat de Dakahleya (31° 24′ N, 31° 24′ E)
  - Côte près d'Ezbet Gamasaal Gharbiya (31° 28′ 17″ N, 31° 28′ 17″ E)
- Mer Méditerranée (33° 38′ N, 33° 38′ E)
- Syrie :
  - Côte du gouvernorat de Lattaquié (35° 49′ 20″ N, 35° 49′ 20″ E)
  - Côte (35° 51′ 37″ N, 35° 51′ 37″ E)
- Mer Méditerranée (35° 52′ N, 35° 52′ E)
- Syrie :
  - Côte du gouvernorat de Lattaquié (35° 53′ 00″ N, 35° 53′ 00″ E)
- Turquie :
  - Frontière avec la Syrie (35° 55′ 20″ N, 35° 55′ 20″ E)
  - Hatay (36° 08′ N, 36° 08′ E)
- Syrie :
  - Frontière avec la Turquie (36° 35′ 23″ N, 36° 35′ 23″ E)
  - Gouvernorat d'Alep (36° 41′ N, 36° 41′ E)
- Turquie :
  - Frontière avec la Syrie (36° 47′ 58″ N, 36° 47′ 58″ E)
  - Kilis (36° 53′ N, 36° 53′ E)
  - Gaziantep (37° 06′ N, 37° 06′ E)
  - Kahramanmaraş (37° 27′ N, 37° 27′ E)
  - Adıyaman (37° 40′ N, 37° 40′ E)
  - Malatya (38° 15′ N, 38° 15′ E)
  - Elâzığ (38° 33′ N, 38° 33′ E)
  - Tunceli (39° 12′ N, 39° 12′ E)
  - Erzincan (39° 38′ N, 39° 38′ E)
  - Bayburt (40° 12′ N, 40° 12′ E)
  - Rize (40° 52′ N, 40° 52′ E)
  - Artvin (41° 15′ N, 41° 15′ E)
  - Côte sur la mer Noire (41° 22′ 40″ N, 41° 22′ 40″ E)
- Mer Noire (41° 28′ 30″ N, 41° 28′ 30″ E)
- Géorgie :
  - Côte sur la mer Noire (41° 34′ 18″ N, 41° 34′ 18″ E)
  - Adjarie (41° 45′ N, 41° 45′ E)
  - Gourie (42° 00′ N, 42° 00′ E)
  - Mingrélie-Haute Svanétie (42° 22′ N, 42° 22′ E)
  - Racha-Lechkhumi et Kvemo Svaneti (42° 43′ N, 42° 43′ E)
  - Mingrélie-Haute Svanétie (42° 54′ N, 42° 54′ E)
- Russie :
  - Frontière avec la Géorgie (43° 02′ 12″ N, 43° 02′ 12″ E)
  - Kabardino-Balkarie (43° 40′ N, 43° 40′ E)
  - Kraï de Stavropol (44° 30′ N, 44° 30′ E)
  - Kalmoukie (46° 00′ N, 46° 00′ E)
  - Oblast d'Astrakhan (47° 20′ N, 47° 20′ E)
- Kazakhstan :
  - Frontière avec la Russie (47° 45′ 22″ N, 47° 45′ 22″ E)
  - Oblys d'Atyraou (47° 57′ N, 47° 57′ E)
  - Kazakhstan-Occidental (50° 37′ N, 50° 37′ E)
- Russie :
  - Frontière avec le Kazakhstan (51° 29′ 15″ N, 51° 29′ 15″ E)
  - Oblast d'Orenbourg (53° 40′ N, 53° 40′ E)
  - Bachkirie (55° 30′ N, 55° 30′ E)
  - Kraï de Perm (58° 00′ N, 58° 00′ E)
  - Oblast de Sverdlovsk (60° 00′ N, 60° 00′ E)
  - Khantys-Mansis (63° 00′ N, 63° 00′ E)
  - Iamalie (66° 00′ N, 66° 00′ E)
  - Baie Baïdaratskaïa (68° 30′ N, 68° 30′ E)
  - Péninsule de Yamal (70° 00′ N, 70° 00′ E)
  - Côte sur la mer de Kara (72° 43′ 16″ N, 72° 43′ 16″ E)
- Océan Arctique (80° 00′ 00″ N, 80° 00′ 00″ E)
- Pôle Nord

### Ligne nord-ouest
La deuxième ligne traverse l'hémisphère nord à l'ouest du méridien de Greenwich. Du sud au nord, son parcours est le suivant :
- Antarctique :
  - Pôle Sud
  - Territoire antarctique australien (77° 00′ S, 77° 00′ E)
  - Baie de Prydz (70° 00′ S, 70° 00′ E)
- Océan Austral (65° 15′ S, 65° 15′ E)
- Océan Indien (40° 00′ S, 40° 00′ E)
- Afrique du Sud :
  - Côte à Hibberdene30° 34′ 35″ S, 30° 34′ 35″ E)
  - KwaZulu-Natal (30° 00′ S, 30° 00′ E)
- Lesotho :
  - Frontière avec l'Afrique du Sud (29° 25′ 00″ S, 29° 25′ 00″ E)
  - District de Mokhotlong (29° 00′ 00″ S, 29° 00′ 00″ E)
  - District de Butha-Buthe (28° 43′ 00″ S, 28° 43′ 00″ E)
- Afrique du Sud :
  - Frontière avec le Lesotho (28° 36′ 02″ S, 28° 36′ 02″ E)
  - État-Libre (27° 30′ S, 27° 30′ E)
  - Nord-Ouest (26° 00′ S, 26° 00′ E)
- Botswana :
  - Frontière avec l'Afrique du Sud (25° 35′ 56″ S, 25° 35′ 56″ E)
  - District du Sud (25° 00′ S, 25° 00′ E)
  - District de Kweneng (23° 54′ S, 23° 54′ E)
  - District de Ghanzi (22° 37′ S, 22° 37′ E)
- Namibie :
  - Frontière avec le Botswana (21° 00′ 00″ S, 21° 00′ 00″ E)
  - Omaheke (20° 55′ S, 20° 55′ E)
  - Otjozondjupa (19° 25′ S, 19° 25′ E)
  - Kavango
  - Oshikoto
  - Ohangwena (17° 25′ S, 17° 25′ E)
- Angola :
  - Frontière avec la Namibie (17° 23′ 21″ S, 17° 23′ 21″ E)
  - Cuando-Cubango (17° 21′ S, 17° 21′ E)
  - Cunene (16° 20′ S, 16° 20′ E)
  - Huila (15° 00′ S, 15° 00′ E)
  - Benguela (13° 40′ S, 13° 40′ E)
  - Côte sur l'océan Atlantique (12° 58′ 45″ S, 12° 58′ 45″ E)
- Océan Atlantique (6° 30′ S, 6° 30′ E) :
  - Équateur
- Côte d'Ivoire :
  - Côte sur l'océan Atlantique (5° 07′ 23″ N, 5° 07′ 23″ O)
  - Lagunes (5° 10′ N, 5° 10′ O)
  - Sud-Bandama (5° 40′ N, 5° 40′ O)
  - Fromager (6° 05′ N, 6° 05′ O)
  - Haut-Sassandra (6° 35′ N, 6° 35′ O)
  - Dix-Huit Montagnes (7° 25′ N, 7° 25′ O)
- Guinée :
  - Frontière avec la Côte d'Ivoire (8° 01′ 46″ N, 8° 01′ 46″ O)
  - Région de Nzérékoré (8° 08′ N, 8° 08′ O)
- Côte d'Ivoire :
  - Frontière avec la Guinée (8° 14′ 26″ N, 8° 14′ 26″ O)
  - Bafing (8° 14′ 45″ N, 8° 14′ 45″ O)
- Guinée :
  - Frontière avec la Côte d'Ivoire (8° 15′ 05″ N, 8° 15′ 05″ O)
  - Région de Nzérékoré (8° 40′ N, 8° 40′ O)
  - Région de Kankan (9° 13′ N, 9° 13′ O)
  - Région de Faranah (9° 27′ N, 9° 27′ O)
  - Région de Kankan (9° 59′ N, 9° 59′ O)
  - Région de Faranah (11° 05′ N, 11° 05′ O)
  - Région de Labé (11° 48′ N, 11° 48′ O)
- Sénégal :
  - Frontière avec la Guinée (12° 18′ 59″ N, 12° 18′ 59″ O)
  - Kédougou (12° 41′ N, 12° 41′ O)
  - Tambacounda (13° 49′ N, 13° 49′ O)
  - Matam (14° 40′ N, 14° 40′ O)
  - Louga (15° 30′ N, 15° 30′ O)
  - Saint-Louis (16° 08′ N, 16° 08′ O)
- Mauritanie :
  - Frontière avec le Sénégal (16° 20′ 55″ N, 16° 20′ 55″ O)
  - Trarza (16° 25′ N, 16° 25′ O)
  - Côte sur l'océan Atlantique (16° 27′ 43″ N, 16° 27′ 43″ O)
- Océan Atlantique Nord (30° 00′ N, 30° 00′ O)
- Canada :
  - Île de Baffin (70° 00′ N, 70° 00′ O)
  - Mer de Baffin (73° 00′ N, 73° 00′ O)
  - Île d'Ellesmere (80° 00′ N, 80° 00′ O)
- Océan Arctique (83° 30′ 00″ N, 83° 30′ 00″ O)
- Pôle Nord